# ポール・ティボー
ポール・ティボー（Paul Thibaud、1933年 ロワール＝アトランティック県 - ）は、フランスの哲学者。AJCF（Amitié judéo-chrétienne de France、フランス・ジュデオ＝クリスチャン友好会）の代表。ジャン＝マリー・ドムナックが辞めた後1977年から1989年まで雑誌『エスプリ』を監修した。
2007年の始め、彼は定期的に、ジャーナリストとしてフランス・キュルテュールの番組『ル・ランデヴー・デ・ポリティックス』（le rendez-vous des politiques）に参加した。